# Heneage Finch (3e comte de Winchilsea)
Pour les articles homonymes, voir Heneage Finch.
Heneage Finch, 3e comte de Winchilsea (1628-1689) de Eastwell, Kent, est un noble anglais.

## Biographie
Il est le fils de Thomas Finch, et le petit-fils d'Elizabeth Finch. Son cousin est Heneage Finch. Il se marie quatre fois et est le père d'au moins 16 enfants. Il est éduqué au Queens' College, Cambridge.
À son retour de Turquie, en juin 1668, le roi Charles II fait remarquer à Finch, « Mon Seigneur, vous avez non seulement construit une ville, mais peuplé de trop. » Winchilsea, dans une référence évidente à la « propre couvée des enfants naturels » du roi, a répondu que, après tout, il est le représentant du Roi.
Il est nommé par son ami George Monck gouverneur du château de Douvres, et le Lord gardien des Cinq-Ports en juillet 1660, aussi le Lord Lieutenant de Kent et par la suite ambassadeur auprès de l'Empire ottoman, entre 1668 et 1672. Samuel Pepys fait référence à lui comme Lord Winchilsea.

## Mariages et enfants
Il épouse sa première femme, Diana, la fille de Francis Willoughby de Parham et Elizabeth Cecil, le 21 mai 1645.
Sa seconde épouse est Marie Seymour (1637–10 avril 1673), fille de William Seymour et de Frances Devereux. Ils ont :
- William Finch (né avant 1654, et décédé dans la bataille en mer, portait le titre de courtoisie de vicomte Maidstone, et son fils, Charles Finch, lui succède);
- Frances (qui épouse Thomas Thynne);
- Heneage Finch (né le 11 janvier 1657, marié à Anne Kingsmill, la fille de Sir William Kingsmill[3]);
- Thomas (né en 1658, avant que la famille séjourne dans l'Empire ottoman).

Il épouse en troisièmes noces, Catherine Norcliffe, fille de Sir Thomas Norcliffe, le 10 avril 1673.
Il épouse sa quatrième épouse Elizabeth Ayres, le 29 octobre 1681. Elle est la mère de John Finch, qui meurt célibataire et sans enfants.